# Stift Herzogenburg
Stift Herzogenburg er et kloster tilhørende augustinerkorherrene i Herzogenburg i den østrigske delstat Niederösterreich.
Klosteret blev grundlagt i 1112 af biskop Ulrich I. von Passau i St. Georgen a. d. Traisen, hvor floden Traisen munder ud i Donau. På grund af hyppige oversvømmelser blev klosteret flyttet 10 km op ad Traisen til Herzogenburg. Fra 1714 blev klosteret ombygget i barokstil af arkitekterne og bygmestrene Jakob Prandtauer, Johann Bernhard Fischer von Erlach og Joseph Munggenast. Klosteret overlevede Joseph II.'s klosternedlæggelser i 1780'erne.
Klosterets kunstssamling består fortrinsvis af sengotiske værker såsom tavlebilleder, skulpturer og vinduesglas. Den store festsal, skatkammeret og klosterbiblioteket samt møntkabinettet har alle en kunsthistorisk betydning i Niederösterreich. Den barokke billedsal, der ikke kun har religiøse motiver, er også seværdig. Endvidere findes en godt bevaret romersk hjelm, der er fundet i en grube i omegnen. Hjelmen kan dateres til omkring 150 e.Kr.
- Stift Herzogenburg i 1780
- Klostergang
- Klosterbibliotek